# Fuel (musikalbum)
Fuel är det svenska bandet Raised Fists första fullängdsalbum, utgivet 1998 av Burning Heart Records.

## Låtlista
1. "Monumental" - 3:58
2. "Reversal" - 2:02
3. "Pretext" - 2:15
4. "Peak" - 2:28
5. "Moment of Truth" - 3:27
6. "Tribute" - 2:11
7. "Diabolica" - 3:29
8. "Strong as Death" - 2:38
9. "Lesson One" - 2:36
10. "Untruth" - 2:11
11. "Shortcut" - 2:34